# 保元物語

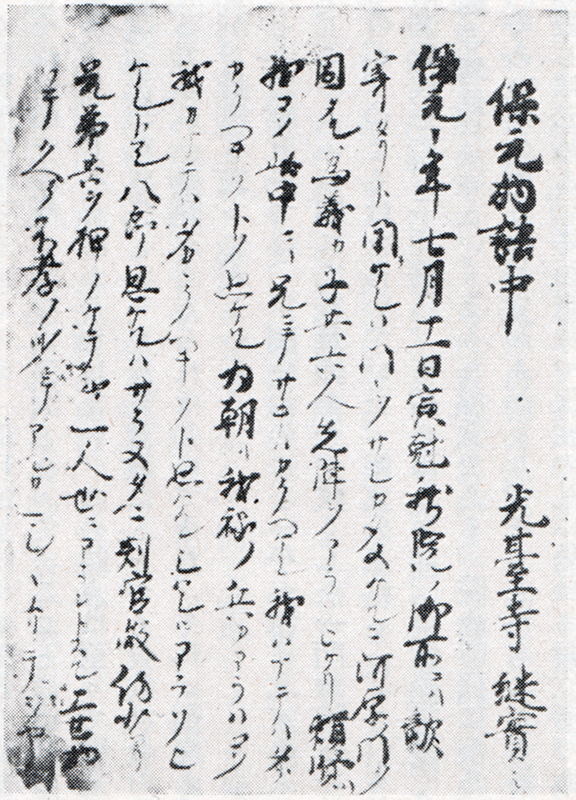
『保元物語』・文保本（1318年写）

『保元物語』（ほうげんものがたり）は、保元の乱の顛末を描いた作者不詳の軍記物語である。『保元記』（ほうげんき）とも呼ばれる。

## 概要
保元元年（1156年）に起こった保元の乱を中心に、その前後の事情を和漢混淆文で描く。鳥羽法皇の崇徳院への譲位問題より始まり、鳥羽法皇が崩御したのをきっかけに崇徳院が挙兵。崇徳院と後白河天皇との皇位継承争いを軸に、藤原忠通、藤原頼長の摂関家の対立、源義朝と源為義の源氏の対立、平清盛と平忠正との平家の対立が加わり、崇徳側の敗退、以降の平治の乱、治承・寿永の内乱（治承・寿永の乱）の予兆までを記す。細かい内容は諸本によって差異があるが、いずれも源為朝の活躍がメインとなっている。また為朝の父の源為義をはじめ、敗者となった崇徳・頼長らに同情的であり、この敗者への視点が本作品の主題ともいえる。
この『保元物語』に『平治物語』『平家物語』『承久記』を合わせた4作品は「四部之合戦書」（『平家物語勘文録』）と称され、保元から承久にいたる武士の勃興期の戦乱をひと続きのもとして理解する見方が中世からあったことが確認できる。これは、保元の乱を「武者ノ世」のはじまりであるとする『愚管抄』の認識とも一致しており、時代の画期であると考えてられていたことがわかる。『将門記』などの先行する軍記物語はいくばくか存在するものの、『平家物語』などとともに、新たな文学のジャンル形成に寄与した作であるといえるだろう。

### 作者
古くから何人かの名前が挙がっているが、明らかにはなっていない。近世までの説としては、葉室時長説（『醍醐雑抄』）、中原師梁説（『参考保元物語』）、源瑜説（『旅宿問答』）、公瑜僧正説（『新続古事談』）などがあるが、現在ではどれも根拠は薄弱とされる。なお、このうち「旅宿問答」は『新続古事談』を引用しており、源瑜と公瑜はおなじ人物であるとされる。
なお「旅宿問答」は伊勢貞丈の『安斎随筆』に引用されているもので、現存はしていない。そこでは保元・平治の両物語を二条天皇の時代の作であるとしている。事実とすれば、もっとも古い物語に関する記述である。しかし、この「旅宿問答」では「保元平治、源ノ義賢、義平ト一（ひとつの）乱ヲ作出シ玉フ」とあるところをみると、久寿2年（1155年）の源義賢・源義平の争いを含んだ物語のことを述べているらしい。しかし、この事件に触れた諸本は残されておらず、「旅宿問答」の言う「保元平治」が、本当に『保元』『平治』の物語のことであるのかどうかは、かなり疑わしい。
また、『安斎随筆』自体が江戸時代の作で、信憑性にも乏しい。なによりも、『保元物語』中、古態本である半井本が治承年間の記事を有しており、これが二条天皇の死後のものであることを考えれば、仮に「旅宿問答」の記述が事実であっても、『保元物語』のことを指しているとは思われない。いずれにせよ、これらの諸説は、現在ではほとんど顧みられてはいない。戦後になってからは高橋貞一によって葉室長方説も提出された。
近年では、その制作にかかわって、複数の人、ないしは集団を想定する説が多くなっており、波多野義通を物語のいくつかの伝承者とする安部元雄の説、藤原忠実・頼長父子周辺の人物を想定する原水民樹・砂川博などの説が提出されている。
なお、以下の「成立」でもふれるように『平治物語』と一組のものとして扱われていることが多い。作者が同一であるという説も古くからあり、葉室時長らは『平治物語』の作者にも擬されている。別人物を作者とする説は戦前の藤井信男などに早くみられる。「諸本」の項目にかかわるが、第4類などは内容が対応しており、同一作者を想起させるものがある。一方、『保元物語』では古態と思われる半井本が、『平治物語』では金刀比羅本に近いなど、対応関係にはとぼしく、作者がおなじであるとみることは難しい。すくなくとも、このふたつの物語を同一作者と認定するだけの根拠はないといえる。

### 成立
『保元物語』の成立に関しては、わかっていることはあまり多くない。「作者」でふれたように治承年間の記事を含むので、それ以降であることだけは動かない。ただ、『愚管抄』に保元の乱についての話が「少々アルトカヤウケタマハレドモ、イマダ見侍ラズ」とあること、また永仁5年（1297年）成立の『普通唱導集』に「平治・保元・平家の物語」が琵琶法師によって語られたことが記されている。これらが、断片的ながら、成立についての材料として挙げられている程度である。
特に前者の『愚管抄』の記述については、このことを根拠のひとつとして永積安明は『愚管抄』成立（1220年）以前に『保元物語』の誕生をみる。しかし、著者である慈円自身が見たことがない、と言っているように、本当に『保元物語』のことを言っているのかどうか、不安視されてもいる。一方では、この『愚管抄』の「少々アル」を論拠に、物語の成立は1220年以降とみる野村八良のような見解もあり、この曖昧な記載から『保元物語』の成立をうかがい知るのは困難であろうと思われる。
また、『平家物語』の異本である『源平盛衰記』の清盛の台詞として、「保元・平治の日記」なるものがみえている。これを『保元』『平治』物語とみる理解もあるが、反対意見も多い。仮にこの「日記」を『保元』『平治』の物語とおなじと認めた場合でも、『平家物語』の古態本である延慶本などにはこの話はなく、本当に清盛生存時の事実を伝えているかどうかはかなり疑問もある。
近年では、『保元物語』現存伝本中、もっとも古態をとどめていると思われる半井本などに、貞応2年（1223年）、ないしは3年の成立である『六代勝事記』の文章が引かれているとする弓削繁の論などによって、承久の乱以降の成立とみる見方もあらわれている。
いずれにせよ、『普通唱導集』以前には、この物語の確実な存在を想定させる史料はなく、成立を承久の乱前後とみるのが通説であるが、確かな証拠は得られていない。

### 流布
『徒然草』という著名な作品に琵琶法師の語りがあったことを記されている『平家物語』と違い、『保元物語』には流布について語る史料はそれほど多くない。すでに「成立」でふれた『普通唱導集』を除けば、花園院の手になる『花園院宸記』の元亨元年（1321年）4月16日の記事に「平治・平家等」の琵琶語りがおこなわれたとあるのを挙げ得る程度である。『保元』とはないが、「平治・平家等」とあるのによれば、おそらくは含んでいるものと思われる。すくなくとも、鎌倉時代も半ばから後期には為朝の武勇譚などが巷間に広まっていたのであろう。

### 後世への影響
もっとも問題なのは『平治物語』『平家物語』との関係である。しかし、この3つの物語の先後関係については不明な点が多く、影響を述べるのは難しい。しかし、諸本で述べる鎌倉本と延慶本『平家物語』がほぼ同文を採用している箇所があるなど、関係があることは間違いない。また、『平治物語』の悪源太義平と為朝の造形の関係なども注目されるところのではあるが、確かなことはわからない。
ただし、半井本・鎌倉本などの『保元』と延慶本・長門本などの『平家』に崇徳院の怨霊にまつわるほぼ同じ内容の文章が見られ、これは明らかに一方が一方を参考にしたものと考えられる。この崇徳院説話については、類話が『発心集』『古事談』『撰集抄』にもみえており、口頭伝承なども含めて、影響を与えあった可能性が高い。
次に、以下の「史実との関係」にかかわるが、『尊卑分脈』の為義・義朝等の伝記はこの乱についての根本資料である『兵範記』との間に齟齬がみられ、『保元物語』に近い。これは『尊卑分脈』の伝記が物語にしたがって書かれたことを示唆している。また原水民樹によって、『神皇正統録』や『北条記』（『関東合戦記』）などに物語の本文が利用されていることが指摘されている。
特に著名なのは曲亭馬琴の『椿説弓張月』で、これは『保元物語』から為朝のエピソードを中心に取り上げ、増補し、脚色したものである。

## 内容とあらすじ
ここまで諸本についてふれてきたとおり、『保元物語』は複数の伝本が残されており、内容・話の順序には変更点が多い。これらの内容を整理して、逐一違いを述べていくのはきわめて煩雑となる。そのため、以下では主として後に紹介する現存最古の写本「諸本・第1類」の半井本系統に即して物語の内容についてまとめる。

### 上巻
物語は鳥羽法皇の治世のことから筆を起こす。この法皇の治世が優れたもので、その時代が素晴らしいものであったことを記す。しかし、そんな法皇にも翳りがみえはじめる。まず、息子の近衛天皇が父に先んじて崩御する。このとき院であった崇徳は自身の息子である重仁親王の即位を期待するが、美福門院の差し金で、即位したのは四宮（後白河天皇）であった。このため、崇徳は深く恨みに思う。
続いて鳥羽法皇も天命にはかなわず、巫女の占いのとおりに世を去る。この法皇の死をきっかけとして、崇徳は皇位を重仁のものとするべく計画を練りはじめ、兄忠通との争いをかかえていた左大臣・藤原頼長も崇徳に加担する。ふたりは自分たちに味方する武士や僧兵を集めはじめる。そんななか、崇徳に味方しようとした源親治が後白河方の平基盛によってとらえられ、また、頼長の依頼によって後白河を調伏しようとした三井寺の僧侶勝尊が捕らえられるなどの事件が相次ぎ、両陣営の緊張は高まっていく。
両陣営は武力衝突に備えて、それぞれ有力な武士を集めはじめる。崇徳側に集まったのは源為義と、為朝らその息子たち。また平家弘・平忠正といった人々である。このなかでも為義は高齢を理由に従軍を断わり、為朝を大将に推薦するが、最後には藤原教長に説得されて腰をあげる。これにあわせて、宇治にいた頼長も崇徳の御所である白河殿に戻ってくる。
一方、後白河側に集まったのは源義朝・平清盛・源義康・源頼政らが集まる。このうち、清盛は重仁親王の乳母子であることから、後白河は遠慮しようとするが、美福門院が鳥羽法皇の遺言と偽って清盛を呼び寄せる。
崇徳側で戦評定がはじめる。頼長は為義に意見を求めるが、為義は為朝を推薦する。為朝は兵力でおとる自分たちが勝つためには、夜襲をかけて火を放ち、天皇を奪い取るしかないと献策するが、頼長は若気のいたりと取り上げない。興福寺の僧兵が援軍に来るのを待って持久戦を挑むべきであると結論する。これを聞いて為朝はひとり嘆息する。
天皇側も戦にそなえ、後白河は三種の神器とともに大内裏から東三条に移る。そして、信西に命じて、義朝の意見を求めさせる。義朝は戦に勝つためには今夜にでも仕掛けて、一気に決選を挑むべきだと進言し、信西はこれを許可する。崇徳側が戦の準備をしている間にも、義朝や清盛は兵を動かし、敵が動き出すまえに白河殿を包囲する。

### 中巻
為義の4男、頼賢は先手をうって出撃し、義朝の軍勢に損害を与える。義朝は先陣にたって反撃しようとするが、乳母子の鎌田正清に諫められる。
一方、清盛は為朝の守る門に攻める。先陣の伊藤六、山田是行らが為朝に挑戦するが、為朝の強弓の前に撃ち落とされる。清盛の軍勢は色をなくすが、ただひとり、平重盛だけは為朝に挑もうとする。しかし清盛は自軍の損害が大きくなることをおそれて引き返す。
続いて義朝が為朝の守る門を攻めるが、鎌田の軍勢が蹴散らされ、義朝自身も兜の飾りを射ぬかれるなど窮地に陥る。金子家忠が為朝の郎等を打ち取るなど一矢報いる場面もあったが、大庭景義が重傷を負うなど、大きな損害を受ける。為朝は義朝や家忠を殺そうと思えば殺すことができたが、兄への遠慮や勇者への共感があってあえて討つことをしなかった。義朝勢は風で門が開いたのも為朝勢の突撃と恐れて逃げ惑う有様だった。
為朝以外の崇徳側の武士も善戦し、後白河側は一歩も攻め入ることができなかった。このため、義朝は火をかけることを信西に献策し、信西もこれを認める。この火責めには為朝もかなわず、崇徳たちは白河殿を脱出する。その際、頼長は流れ矢を首に受けて重傷を負う。
崇徳は如意山へと逃亡するが、気力を失い、ここまでしたがってきた為義たちとも別れる。その間には義朝たちは白河殿や、敵の残勢が逃げ込んだ法勝寺を焼き払う。
崇徳はかつて関係の深かったひとたちの家々を訪ねるが、誰も彼を出迎えない。悲しみくれる崇徳は、知足院に入り出家する。その後、弟の覚性法親王のいる仁和寺へと向かい、そこで腰を落ち着ける。すぐに天皇方の武士がやってきて、仁和寺を包囲する。その間にも忠通は頼長から氏の長者の地位と取り戻し、一方の忠実は自分も討伐されることを恐れて、僧兵を集めて宇治にひきこもる。
義朝と清盛は三条の崇徳の御所、頼長の五条壬生の邸を焼き払い、内裏に帰還する。ここで恩賞が授けられるは、義朝は一族全員を敵にまわしてまで天皇にしたがったのに、あまりにも報いるところがすくないことに再考を求め、信西と論争の挙句にこれを認めさせる。
その頃、頼長は生死をさまよいながら、父忠実のもとを訪れるが、かかわり合いを恐れた忠実は面会を拒否、頼長は舌を噛み切って悔しがり、しばらくして息を引き取る。彼の亡骸は奈良の般若野に埋葬された。忠実はこの報告を聞いて嘆き悲しみ、戦で名の知れた人は誰も死んでいないのに、どうして氏の長者である頼長だけが命を落としたのかと慟哭する。

### 下巻
崇徳側についた教長らは次々と捕らえられ、頼長の居場所などを聞き出すために拷問にかけられる。父の敗北を知った重仁親王も、仁和寺に向かって出家する。そして、近江国坂本から蓑浦へと逃亡を続けていた為義も熱病にかかり、天台山に登って出家する。息子たちも合流し、為朝は東国へ逃げのび再帰をはかるべきであると献策するが、為義は老齢などを理由にこれを断り、長男の義朝を頼ることに決める。親子は涙ながらにわかれ、義朝は喜んで父を引き取る。
崇徳側についた武士たちについて、源雅定・藤原実能らの高官たちは、死罪は久しくおこなっていないこと、また鳥羽法皇の服喪中であることを理由に、罪を軽くすることを言上する。しかし、信西は謀反人たちを生かしておけば後々まで禍根を残すと反論し、律のとおりに死罪するべきであると勧め、後白河もこれを認め、家弘・忠正らは斬られる。このうち忠正は甥の清盛が助命してくれることを期待していたが、清盛は自分が叔父を斬れば、義朝も父を斬らざるをえなくなるだろうと陰謀をはたらかせて自ら斬った。
為義をかくまっていた義朝だが、鎌田の進言にしたがって勅命のとおりに父を斬ることを決意する。鎌田と波多野義通は七条朱雀に為義を連れ出し、死罪の勅命がくだったことを告げる。為義は涙にくれる。父を見殺しにする義朝を恨み、いっぽうでは彼が父殺しとして世間から非難されることを恐れ、またおさない息子たちの行く末を心配しつつ、最後には南無阿弥陀仏を唱えながら静かに首を打たれる。
源氏に対する処断は過酷を極め、頼賢たち弟5人、またいまだ元服さえ迎えていない乙若ら4人の幼子たちまでも処刑することになる。乙若は身内をことごとく殺す義朝の末路は碌なものにはならないことを呪いつつ、処刑される。また、幼いこどもたちが処刑されたことを知った為義の北の方も嘆きのあまりに川面に身を投げて夫やこどもたちの後を追う。
このころ、頼長の死が天皇方に伝わる。信西はそれを確かめるため、遺骸を掘り起こさせる。頼長の遺骸は埋め戻されることもなく、路傍に捨てられる。この酷い仕打ちに、頼長の息子である師長たちは出家することを志すが、いつか再起をはかるべきであるという祖父忠実の言葉に思いとどまる。
この厳しい処罰は崇徳にもおよび、彼は讃岐に流されることに決まる。多くの供をつれていくことも、父鳥羽法皇の墓前に赴くことも許されず、流罪の憂き目にある。流された讃岐でも厳重に監視されることになり、崇徳は光源氏・在原行平・淳仁天皇（淡路廃帝）ら、かつて流離にあった人々に自身を重ね合わせて、我が身の不運を思い嘆く。このとき崇徳の御所の焼け跡か「夢ノ記」が発見される。「夢ノ記」とは皇位に異変があるたびに現れるものである。
ついで、崇徳についた貴族たちや、頼長の息子たちも流罪になる。師長は忠実に書簡を贈って自身の嘆きをうちあける。世の人々はこのあまりに過酷な刑罰、とくに老齢の為義を処刑したことをいぶかしむ。その不審は、処刑を命じた天皇にまで及んでいる。鳥羽法皇の旧臣たちは、この悲劇を思い、とりわけ崇徳が讃岐に流されたことについて、玄宗皇帝などと重ね合わせて、いかに帝でもあっても因果から離れることはできないと嘆息する。
信西は忠実までも流罪にしようとするが、これは忠通が拒否したので頓挫する。
為義の息子のなかで唯一逃げ延びていた為朝も、温泉で養生しているところを平家貞に発見され、丸腰のところを捕らえられてしまう。為朝は死罪となるべきところだったが、罪を減じられて、腕の筋を切られ、弓を引けないようされたうえで伊豆に流される。しかし、自分を運ぶ輿を踏み抜いてみせるなど、為朝の剛勇ぶりはあいかわらずであった。
崇徳は讃岐で自身の不運を嘆きながら日を送っていた。ある日、思いいたって五部大乗経を写経し、和歌を添えて、都のあたりの寺に奉納することを願う。これは後世の安寧を得るためであった。しかし後白河はこれを拒否、崇徳は激怒し、後白河は未来永劫までも敵であると宣言し、「日本国の大魔縁」となることを誓って舌先を噛み切り、その血でもって誓状をしたためる。
この崇徳の願いのとおり、世は一向におさまることはなかった。平治元年には藤原信頼が義朝を語らって反乱を起こし、信西を殺害、獄門にする。これは頼長の死骸を放棄した報いだろうとささやかれた。一方、いったんは勝者となった義朝も清盛に敗北、逃亡中に長田忠致に裏切られて殺される。これは、義朝によって処刑された乙若の言葉どおりだった。
ある日、崇徳に仕えていた是成というものが、出家して蓮如となのっていたが、讃岐にわたって面会する。蓮如は都に帰ってきてから、怨霊となった崇徳が、為義らを率いて後白河上皇の御所法住寺殿を襲う夢を見る。しかし法住寺殿は不動明王の結界によって守られていたため、崇徳は西八条の清盛のもとへと向かい、難なく中へ入った。このときから清盛が増長し、天皇をも脅かすようになっていくのは、崇徳の力によるものである。しかし、この崇徳の怨霊も西行の歌によってなだめられ、鎮魂される。

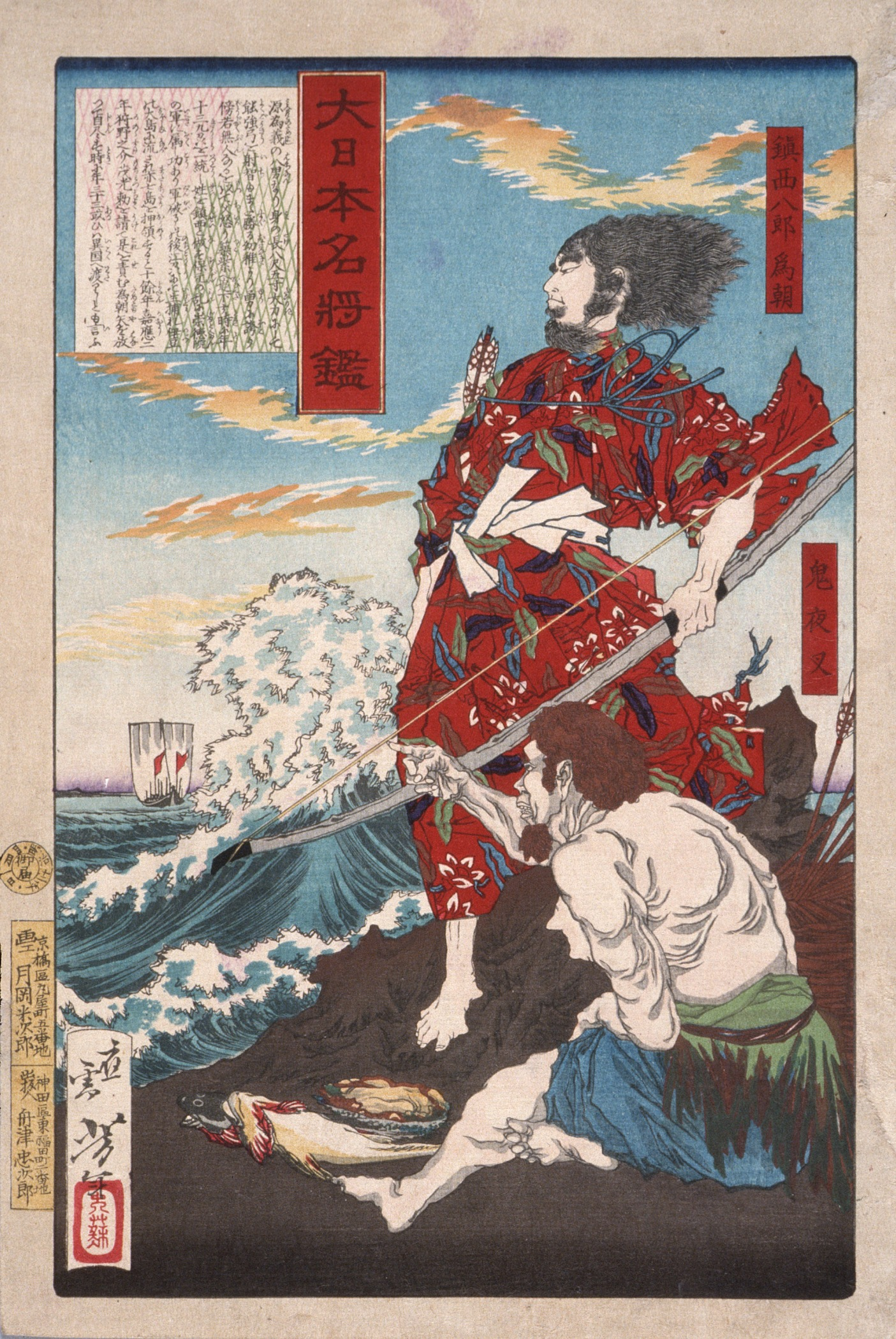
茂光率いる大軍の船を認めた為朝。月岡芳年筆

伊豆に流された為朝だったが、傷も癒えて、八丈島など周囲の島の代官を追い出して占領してしまう。さらには、鬼島に渡って、ここの住民までもしたがえてしまう。伊豆国を任されていた工藤茂光はこの為朝の威勢を恐れ、天皇に討伐の許可を求める。この申し出はすぐに許可され、為朝討伐の軍勢が差し向けられる。為朝はたった一矢で船を沈めるなど奮戦するが、多勢に無勢を悟って、息子の首をはねて自身は切腹する。為朝の首は加藤景廉がはねて都に送る。
物語は最後に、為朝以上の源氏はいないことを述べて、運つたなく朝敵となって果てたことを慨歎する。そして、子が親を斬り、叔父を甥が斬り、兄が弟を流罪にし、女性も身を投げる「日本の不思議」であると結んでいる。

## 史実との関係
『保元物語』は保元の乱を題材とした軍記物語であるが、物語である以上、そこには虚構、ないしは史実との乖離も認められる。保元の乱に関する史料としては、『兵範記』『愚管抄』『百錬抄』『帝王編年記』などを挙げることができる。とくに『兵範記』は乱に実際かかわった平信範の日記であり、信憑性はきわめて高い。また、『愚管抄』は成立自体はすこしくだるものの、乱にかかわったひと（源雅頼）の日記を手控えとして利用しており、こちらも史料として尊重されている。以下、主として『兵範記』『愚管抄』との関係を述べる。

### 為朝の造形
『保元物語』の主人公といってもいい源為朝であるが、物語と史料において造形には大きな隔たりがある。物語における為朝は、保元の乱における記述だけに話をしぼっても、まさしく一騎当千の勇者であり、その強弓で馬ごと鎧武者を打ち抜き、わずか28騎の手勢のみで、清盛率いる600余騎、義朝率いる250余騎を退けるという活躍を見せている。とくに長時間戦闘をおこなった義朝勢は50人以上の死者を出し、重傷者も80人を超えるという有様だった。同時に、為朝は兄を射殺そうとすれば可能であったのに、不孝となることを思ってためらうという、優しさも見せている。このような為朝の造形は冨倉徳次郎によって智・勇・仁の三徳を兼ねそなえた理想的な武人の姿であると言われている。なお、為朝の配下が28騎であるのには、『史記』項羽本紀の影響であろうと田中芳樹が述べている。
一方、史料では為朝の記述はほとんどない。『愚管抄』で「小男」とされるのは、父為義の言葉であるから謙遜としても、具体的な活躍の場面は残されていない。ただし、『兵範記』保元元年8月27日の記事では為朝を捕縛した平家貞が特別に恩賞にあずかっており、為朝が崇徳院に味方した武士のなかでも特別な存在であったとみなされていた可能性は高い。
また、『吾妻鏡』建久2年（1191年）8月1日の記事には、保元の乱に参加した大庭景義が為朝を「吾朝無双の弓矢の達者」と評している。ただし大庭景義は「然れども弓箭の寸法を案ずるに、その涯分に過ぎるか」とし、また「鎮西より出で給うの間、騎馬の時、弓聊か心に任せざるか」「この故実を存ぜざれば、忽ち命を失うべきか。勇士はただ騎馬に達すべき事なり。壮士等耳の底に留むべし。老翁の説嘲哢すること莫れ」と武者の騎射戦の心得を述べている。『吾妻鏡』の編年が鎌倉時代中期以降とされることからも、この話は「騎射戦の心得」の伝授に力点があり、事実と断定は出来ないが、しかし物語のような武勇譚が生まれる下地は実際にあったのかもしれない。
なお、物語では伊豆大島に流された後、鬼の子孫をしたがえた等、荒唐無稽といっていい話を載せているが、流罪後の為朝については、わずかに『尊卑分脈』に伊豆で討たれたことが記されるのみである。

### 忠実・頼長への評価
忠実と頼長への評価は、『保元物語』と『愚管抄』では対照的である。物語では頼長が勉学にすぐれ、部下を平等に扱い、摂政として欠けたところはなかったことを賞賛している。また、忠実についても、兄の忠通から頼長に氏の長者を禅譲させたことについても親子の愛情によるものであるから批判することはできないと庇い、頼長に先立たれ、孫たちが流罪になった際の嘆きについても同情的な筆致をみせている。
一方の『愚管抄』はこの親子の悪行を口をすぼめて非難している。もっとも、これは著者の慈円が忠通の息子であるから、当然の評価である。『愚管抄』の評価をもって、忠実・頼長の像を決定してしまう必要はないだろう。しかし、一方で頼長に関するさまざまな悪評を、物語が取り上げていないことも事実である。男色については当時とくに批判されるようなことではないが、『台記』などに多く記されている私的制裁などのことを、物語は一切記さない。これは忠実についてもおなじことである。『保元物語』がこの親子に同情的と言われる所以である。

### 為義の息子の処刑
物語後半で為義の息子たちが、兄義朝によって処刑される場面は、物語のなかでももっとも哀切な場面として享受されてきた。しかし、この処刑については、ほかに拠るべき史料にとぼしい。物語では天皇方からの命令によってやむを得ず切ったことになっているが、息子たちを殺すようにとの勅が出た形跡もない。
近時、元木泰雄は、弟たちを処刑したのは義朝自身の意思で、対立状態の続く河内源氏を統制するために行ったものではないかとの推測をしている。為義と義朝の関係が険悪であったことは『愚管抄』にみえており、これが事実だとすると物語における親子関係も虚構による面が多い。あるいは、この息子たちも河内源氏の主導権争いに巻き込まれたものであるかもしれない。一方、『愚管抄』よりも物語のほうが真実に近いのではないかとする飯田悠紀子のような理解もある。
確かにこの親子が仲違いしていたという史料も『愚管抄』以外にはない。しかし、橋本義彦が指摘しているように、保元の乱の数年前からは為義は忠実・頼長に接近し、義朝は鳥羽院・後白河天皇側に接近していることは確かで、この親子の間が密接なものでなかったことは事実のようである。

### 為義の処刑地
『兵範記』では平安京北の船岡山で息子5人とともに処刑されたとある。一方、物語では七条朱雀でひとり切られたことになっている。また、『兵範記』によれば、処刑は息子である義朝自身が実行したと考えられるが、物語では鎌田正清と波多野義通によっておこなわれている。この為義の処刑をめぐっては異説が多く、『愚管抄』は義朝が実行、場所は四塚（平安京からわずかに南）とし、『尊卑分脈』は実行者・場所ともに物語とおなじである。しかし、『兵範記』にはわざわざ為義の首実検が行われたことまで記録されており、これらのことは史料の年代からしても事実と思われる。すくなくとも、室町時代の成立である『尊卑分脈』は信用し難い。

### 崇徳・頼長への献策
『愚管抄』によれば、味方の人数は少なく、敵は多勢であるから、御所に夜襲を仕掛けるべきことを為義が崇徳・頼長に進言している。これが物語では息子の為朝の献策とされている。ただし、この献策は史実・物語のいずれでも頼長にとって却下されており、実行には至らなかった。一方、義朝の夜襲の献策を信西は入れて、崇徳らの本拠地であった白河殿を攻めさせている。

### 公卿の参集
物語では9日の段階から公卿たちが内裏に集まり始め、頼長も崇徳上皇が白河北殿に入る前に上皇と合流したように書かれている。『愚管抄』もこれとほぼ同様で忠通が内大臣徳大寺実能らを率いて内裏に入ったように記されている。ところが、『兵範記』では頼長が上皇と合流したのは10日の晩頭（夜7時）頃で、忠通が息子基実を連れて内裏に入ったのも同じ頃としている。しかも、開戦後に後白河天皇が東三条殿に移ることになっても、内裏には近衛中将をはじめとする公卿が誰も居なかったために基実が近衛中将を代理して剣璽を天皇の輿まで運んだと記しているのである（『兵範記』著者である平信範は忠通の命令で東三条殿で天皇を迎える準備をしていた）。徳大寺実能が急を聞きつけて東三条殿に駆けつけたのは更にその後であったという。つまり、公卿で乱に関わっていたと言えるのは忠通・頼長・基実の摂関家3名以外には藤原教長のみであったことになる。
これについて河内祥輔は公卿の多くはこの争いは本来摂関家の内紛で自ら積極的に関与する性質のものではなかったこと、鳥羽法皇の葬儀が全て終わっていない段階であったことから、戦いが始まって事態の深刻さに気づくまでは関わり合いを避けようとしていたとする。さらに崇徳上皇が軍事的機能が全く備わっていない白河北殿に入った真意は白河・鳥羽両法皇が院政を行った白河北殿に入って院政を行う意思表示を示すことで後白河天皇側の東三条殿占拠に政治的に対抗することが目的であり、またこうした振舞いをする後白河に見切りをつけた公卿たちが白河北殿に集まれば、後白河天皇に対して政治的優位に立つことが可能であると判断したとする見方を採る。この考えに従えば、崇徳上皇側は長期の持久戦による政治的な勝利を意図しており、為朝（為義）の献策が却下されたのは、崇徳上皇や頼長が最初から軍事作戦を考えていなかったからであるという解釈を成立させることも可能となる。

### 鎌田正清の扱い
『愚管抄』によれば、鎌田正清は「義朝の一の郎等」とあり、義朝の乳母子であった。彼が白河殿攻撃の司令官として、何度も攻撃を行ったとある。しかし、物語（特に半井本）では、為朝の弓に恐れをなして、逃亡、その後も恐れおののいて前線に出ることさえできなかった人物として描かれている。また、為義を処刑するときにも、半井本では体が震えて首を打つことさえできず、波多野義通に譲っている。全体に、物語は鎌田に対する扱いが、史実と比較すると悪くなっている。

### 崇徳院の流罪後
乱後、崇徳院は讃岐に流され、自身の罪業を償うために五部大乗経をしたため、朝廷に八幡か長谷へと納経の許可を求める。しかし、後白河天皇はこれを拒否、恨みに思った崇徳は自らを大魔縁と称し、皇族を没落させることを誓う。この崇徳院の怨霊まつわる話は『平家物語』『太平記』にもたびたび引き合いに出され、『百錬抄』など、史書にも見えているため、当時実際に信じられていたことについては疑いはない。しかし、山田雄司の近時の研究によれば、院の讃岐での晩年は穏やかなものであったという。
また、この崇徳院の怨霊を鎮めるために、西行が讃岐へ渡り、歌を捧げる逸話が半井本などのいくつかの諸本、また延慶本『平家物語』などに見えている。これは『山家集』『西行物語』など、近い時代の歌集・説話集をはじめ、上田秋成の「白峯」（『雨月物語』）にまで伝えられる著名な話である。しかし、西行が讃岐へくだったのは仁安3年（1168年）のことで、崇徳院の怨霊が巷間で騒がれるのはもっと後になってからである。物語では怨霊の力で清盛の性格を変化させ、のちの平家の横暴を引き起こしたとするが、たとえば鹿ケ谷の陰謀が治承元年（1177年）のことであるから、時間の前後があっていない。この例は史実を曲げてでも、あえて崇徳院の怨霊を西行が鎮魂したという構成を物語が求めた形である。

## 諸本
『保元物語』には多くの本文系統があり、3巻本、2巻本のものが現存している。分類については種々の論があるが、現在では9類に分ける永積安明の説が定説となっている。以下に、各系統の代表的な本文を掲げる。

### 第1類
文保・半井本系統
文保本は中巻のみの端本であるが、文保2年（1318年）書写の奥書を持つ、現存最古の写本である。半井本は3巻本。この系統は内閣文庫蔵本をはじめ、いずれも室町時代後期以降の写本であるが、文保本と内容がきわめて近似していることから、もっとも古態を残していると考えられている。内閣文庫蔵本は新日本古典文学大系本の底本である。また、現代語訳も勉誠出版から出版されている。また文保本、水戸彰考館所蔵本については、汲古書院から影印本が出版されている。

### 第2類
鎌倉本系統
彰考館所蔵の鎌倉本がある。半井本とともに古態本文と目される。作中の年次などが史実に近い点などに特徴がある。ただし、中巻のみは第4類の属する本文で補っている。三弥井書店から翻刻が出版されている。この翻刻は、欠損の中巻については文保本で補っている。

### 第3類
京図本系統
京都大学図書館蔵本が代表的な本文。この本文は京都大学図書館のホームページで写真を閲覧することができる。話の順序・文体は第1類とも第4類ともかなり異なっている。和泉書院から翻刻が出版されている。

### 第4類
金刀比羅本系統
金比羅宮所蔵の金刀比羅本に代表される。基本的に全編にわたって仮名を附されており、文藝性が豊かであると説かれている。高橋貞一によってかつては最古の系統とする理解もあったが、近年では従う人はあまりいない。金刀比羅本自体についても、鎌倉時代成立（小林智昭）とも室町時代までくだる（永積氏）とも言われており、成立年代は定まっていない。日本古典文学大系の底本である。
また、陽明文庫が所蔵する宝徳本（陽明乙本）もこの系統に属しており、新編日本古典文学全集本の底本となっている。また思文閣から影印も出版されている。『保元物語』は『平家物語』と違い、読み本系・語り本系という分類は明確にはできないものであるが、この宝徳本は犬井善壽によって、語り本系統のものではないかとされており、また内容の一部が第5類と重なることもあって、第4類のなかでも特殊な写本である。

### 第5類
京師本系統
第5類は第4類本文を増補した本文と目される。具体的には、第4類が省略している源為朝が伊豆大島に流された後の挿話を附け加えている。このため、本文の一部に重複が起こっている。テキスト化・翻刻はされていないが、汲古書院から影印本が出版されている。

### 第6類
正木本系統
基本的には第5類と等しい。ただし、為朝流罪以降の挿話の附け足しの跡が明確で、京師本のように重複が起こっていない。基本的には第4類の本文である。所蔵者の正木信一私家版によって影印が出版されている。

### 第7類
杉原本
冒頭に第8類と共通する序文があり、目次を有している。本文として第4類と第8類の混淆本文で、為朝流罪後の挿話もおさめている。『保元物語』の諸本のなかで、もっとも大部なものである。汲古書院から影印本が出版されている。

### 第8類
流布本系統
流布本系統は大きく分けて写本系統と、古活字本にわけることができる。原型は室町後期と目され、日本古典文学大系などが出版される前は、もっとも広く読まれていた系統である。このうち、古活字本については宮内庁書陵部蔵本が、日本古典文学大系に附録としておさめられている。

### 第9類
その他の諸本
複数の系統の本文を混合したもので、宮内庁書陵部蔵のものが知られる。永積説によれば、第5・6類に近い本文という。

## 主要テキスト・注釈書
以下に主要なテキスト、注釈書類を掲げる。『保元物語』の注釈は江戸時代以来多く出されているが、ここでは主として戦後に出版されたものをとりあげる。
- 『参考保元平治』ISBN 978-4642041959

彰考館が元禄2年（1689年）に書写、同6年に出版した注釈書。数種の諸本を校合して、異同について詳しくふれている。国書刊行会から出版され、現在はオンデマンド出版で入手可能。
- 『新註国文学叢書　保元物語』

高橋貞一による金刀比羅本・流布本の翻刻。講談社より刊行。
- 『半井本保元物語と研究』

高橋貞一・山岸徳平による半井本の翻刻と諸本に関する研究。未刊国文資料刊行会より刊行。
- 『保元物語　平治物語』

岩波書店・日本古典文学大系のうちの1冊。永積安明・島田勇雄が校注を担当。
- 『鎌倉本保元物語』

北川忠彦・竹川房子・犬井善壽による鎌倉本（上・下巻）と文保本（中巻）の翻刻。詳細な諸本研究編を附している。三弥井書店より刊行。
- 『保元物語　平治物語』

角川書店・鑑賞日本の古典のうちの1冊。永積安明が担当。注釈に加えて基礎的な解説も充実している。
- 『保元物語注解』

御橋眞言による注釈書。続群書類従完成会より刊行。第9類本である流布本を底本とし、漢籍・史料などの出典についてとくに詳しい。
- 『保元物語　平治物語　承久記』ISBN 978-4002400433

岩波書店・新日本古典文学大系のうちの1冊。栃木孝惟・日下力・益田宗・久保田淳が校注（『保元物語』は栃木氏担当）。
- 『将門記　陸奥話記　保元物語　平治物語』ISBN 978-4096580417

小学館・新編日本古典文学全集のうちの1冊。矢代和夫・柳瀬喜代志・松林靖明・信田周・犬井善壽が校注、訳（『保元物語』は犬井氏担当）。
- 『保元物語』ISBN 978-4585070689

勉誠出版・現代語で読む歴史文学の1冊。武田昌憲の訳。
- 『半井本　保元物語　本文・校異・訓釈編』

笠間書院・古態本とされる系統の本文と文保・半井本系統諸本間での校異を示す。坂詰力治・大村達郎・関明子・池原陽斉共編。

### 主要登場人物
保元の乱の参加者一覧を参照のこと。